# Chram
Chram také Chramn (520 až 540? – prosinec 560 Bretaň) byl franský princ a akvitánský místokrál, syn franského krále Chlothara I. a Chunsiny, jeho možné druhé manželky, podle jiných zdrojů až páté manželky. Chunsinin původ není znám. Chram měl dalších šest nevlastních bratrů.

## Život

Možná velikost území držená Chramem. Tmavě modrá vyznačuje Akvitánské (vice)království,tyrkysová a tmavě fialová jeho možné rozšíření.

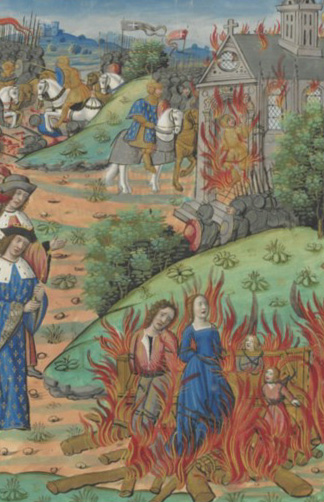
Mort de Chramn – Guillaume Crétin,1515

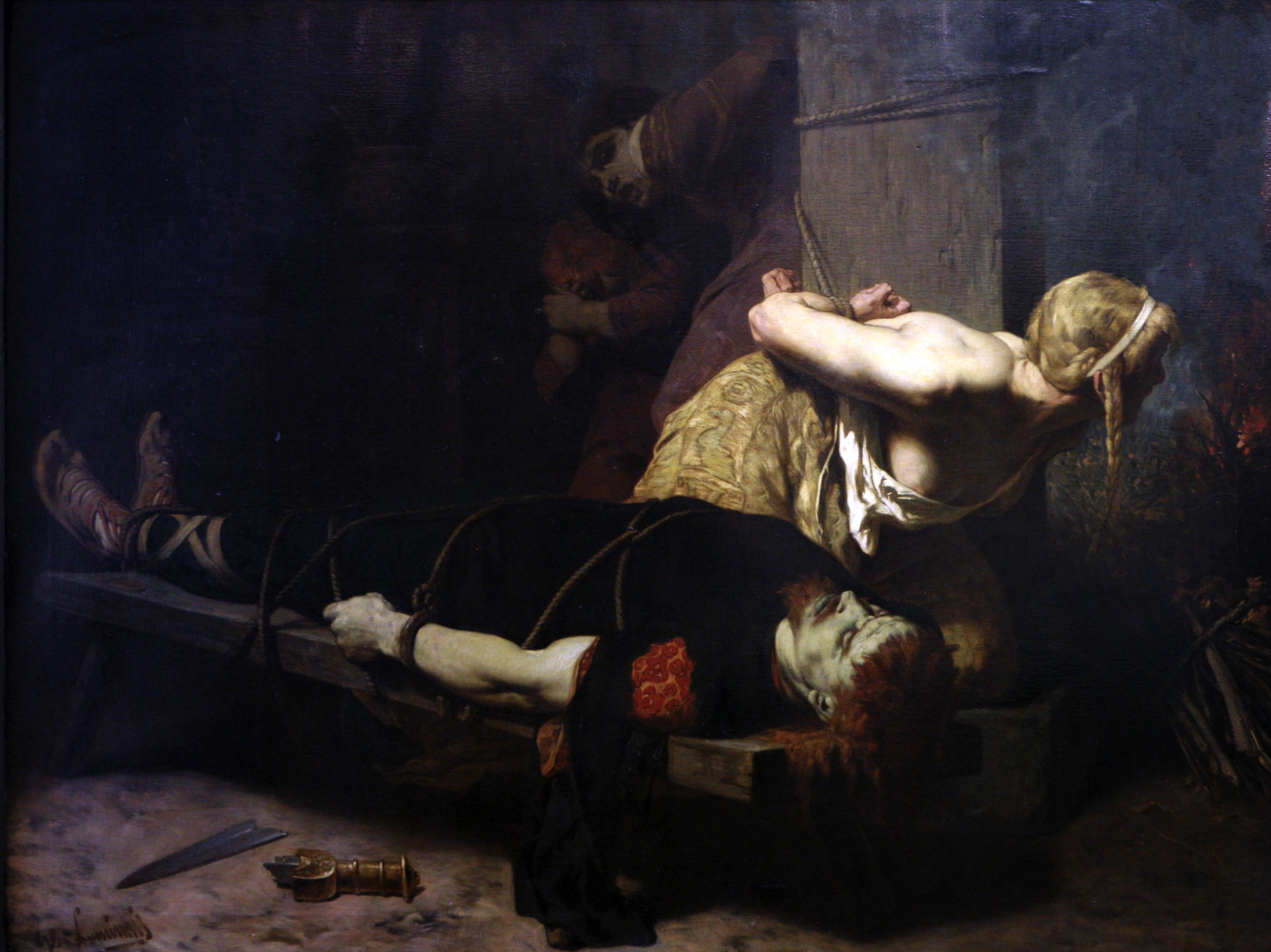
La mort de Chramm
Évariste Vital Luminais

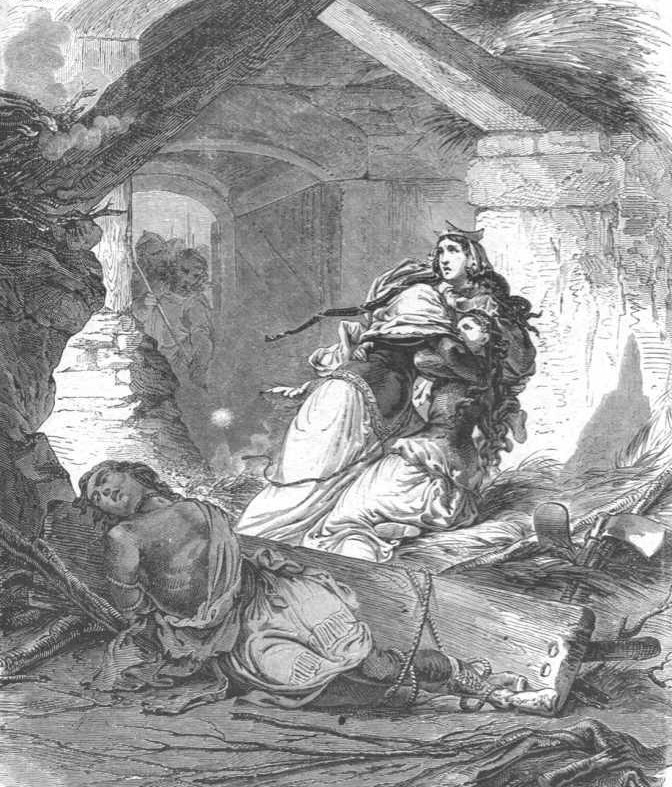
La mort de Chramne, Paul Lehugeur, 19. století

Po smrti franského vládce Theobalda v roce 555 se jeho království dostalo pod nadvládu Chlothara I. Ten v Akvitánii obnovil města Clermont, Cahors, Limoges, Albi, Rodez, Lodève a také Bourges. Na rozdíl od Theudeberta I. a jeho syna Thebauta, kteří po vzpouře Auvergne v roce 532 praktikovali politiku sblížení s Římany, Chlothar I. dal přednost sledování situace v regionu prostřednictvím svého syna Chrama, kterého pověřil částečnou vládou v jihozápadní částí říše (dnes v centrální Francii) s centrem ve městě Clermont, významném sídle biskupství, v oblasti hrabství Auvergne. Svěřené území sahalo na západ až do Poitou.
V době, kdy se Chlothar vypravil na válečné tažení proti Sasům, které roku 556 porazil, se mladý Chram spojil se strýcem Chidebertem, který chtěl prostřednictvím svého ambiciózního synovce moc svého bratra oslabit. Tento franský panovník neměl mužské potomky a tak snad Chram cítil i šanci stát se v budoucnu jeho nástupcem. To ovšem mohlo vzhledem k salickému právu být obtížně uhájitelné. Přesto Chram začal dobývat otcovy sídla a plenil i další místa v okolí. Král Chlotar se rozhodl svého syna ztrestat a tak proti němu vyslal své syny Chariberta a Guntrama, kteří byli nevlastními bratry Chrama. Ti rozložili svůj vojenský tábor na úpatí Černé hory, v místech dnešní obce Sait-Georges-Nigremont, na cestě mezi Limoges a Clermontem. Aby Chram odvrátil tuto vojenskou hrozbu, použil lsti. Jím podstrčený člověk se vydával za posla, který přišel sourozencům oznámit smrt jejich otce v boji se Sasy. Charibert i Guntram zanechali plánů útoku proti rebelujícímu bratrovi a vydali se zpět do Burgundska. Chram, po dohodě s králem Childebertem, se také se svoji armádou vydal k severozápadu, cestou dobýval další města a plenil krajinu, která patřila do správy jeho otce (Mâcon, okolí města Remeš a Dijon, který se mu však nepodvolil.
Jistý konec jeho mocenských snah znamenala smrt jeho strýce a podporovatele Childeberta před Vánocemi roku 558 a také to, že neustrijská šlechta provolala svým králem jeho otce Chlothara a nikoliv jeho samotného. Chram se tedy pokusil s otcem smířit, ale vzápětí se spojil s bretaňským hrabětem Conomorem, který patřil k příznivcům zesnulého krále Childeberta a odmítl přijmout za krále Chlothara. Mezi zářím 559 a srpnem 560 pořádal spolu se zmíněným hrabětem ničivé výpravy na franské území. Chlothar se tedy vydal na trestnou výpravu do Bretaně a v prosinci roku 560 se jeho vojska střetla v boji s Conomorem. Conomor v bitvě padl a zajatý Chram byl s manželkou i dětmi zavlečen do jakéhosi chudobného přístřešku, kde Chrama připoutali k lavici a zardousili. Jeho rodina takové milosrdenství nedostala, neboť Frankové je uvnitř spoutali, chatrč zapálili a Chalda i s dětmi zde uhořela.

### Vláda
Podle Řehoře z Tours nebyl Chram právě oblíbeným vládcem. Dokázal si svými činy znepřátelit místní šlechtu i církev, na pozice galo-románských úředníků dosazoval franské, uděloval jim privilegia. Sesazený hrabě z Clermontu jménem Firmin musel vyhledat azyl v kostele, kdy Chram nařídil tento církevní azyl porušit, ale i tak se Firmin zachránil. Clermontský biskup Cautinus, byť sám nepatřil ke vzorům ctnosti, žil s Chramem v neustálém nepřátelství, mimo jiné i proto, že neměl dobré vztahy s jistým Catem, ctižádostivým knězem a nenávistným odpůrcem Cautinuse, protože ten ho předstihl ve snaze o jmenování biskupem v Clermontu. Jiný neoblíbený poradce Chrama byl nějaký Leo z Poitiers, který chtěl naplnit královskou pokladnu církevním majetkem.
Chram si po nějakém čase zvolil za sídlo Poitiers. Příčinou mohlo být onemocnění, z něhož mu údajně během horeček slezly všechny vlasy, jak se zmiňuje Řehoř z Tours, podle dalšího popisu ve městě řádila blíže neurčená smrtelná epidemie. O neoblíbenosti jeho vlády svědčí i fakt, že po jeho mocenském pádu byl jeho tchán Wiliachar i s manželkou upálen v bazilice svatého Martina v Tours, byť to odporovalo všeobecným pravidlům o církevním azylu. Chram podle Řehoře z Tours užíval titul krále, ale fakticky byl podřízen svému otci Chlotharovi, taktéž královi, ovšem z vyšším postavením v panovnické hierarchii. Z pozdějšího středověkého pohledu by se rozsah jeho moci dal charakterizovat titulem vévody v rámci Akvitánie, občas je tak i chybně označován.

## Chramova smrt v umění
Pohnutá smrt tohoto rebelujícího a mocichtivého syna krále Chlothara i osud jeho blízkých inspiroval umělce v minulosti až do dnešních dnů, i když často v romantické představě (jeho děti sotva mohly dosáhnout dospělosti, Chram se ženil až po dosazení do úřadu. V době úmrtí mohly mít sotva pár let) a i vzhledem k tomu, že jeho krátká a v podstatě bezvýznamná vláda neměla na historii Franské říše žádný zásadní význam..